# 雪代綾乃
雪代 綾乃（ゆきしろ あやの、4月26日 - ）は、日本の女性声優、ナレーター。

## 来歴
19歳より森山周一郎に師事（2021年2月8日没）。EARLY WINGに入社するまでフリーランスで活動。

## 出演
※太字はメインキャラクター

### ゲーム
2011年
- NOISE―voice of snow―（レイム[1]）

2014年
- 越えざるは紅い花〜大河は未来を紡ぐ〜（ウル[2]）

2016年
- 越えざるは紅い花 〜恋は月に導かれる〜（ウル[3]）
- 罪喰い 〜千の呪い、千の祈り〜（陸カゲロウ[4]）

2017年
- 罪喰い 〜千の呪い、千の祈り〜 for V（陸カゲロウ[5]）

### 携帯コンテンツ
2016年
- 罪喰い 〜玉の緒繋ぎ〜（陸カゲロウ[6]）

2017年
- ぐるモン（足軽、将軍など）

### CM
- オリックス生命　医療保険CURE　犬編（ナレーション）
- 三菱UF信託銀行　愛されていた息子篇
- 三菱UF信託銀行　感謝状篇
- 三菱UF信託銀行　信頼のメモ篇
- 三菱UF信託銀行　子供たちの夢篇

### 映画
2015年
- THE HYBRID 鵺の仔（マイの声（電話））

### CD

#### ドラマCD
- 約束の音色（月彦[7]）
- キミの王道（ザフィーア[8]）
- 罪喰い 〜千の呪い、千の祈り〜 ステラワース店舗特典『願いは残り香と共に』（陸カゲロウ[9]）
- 『罪喰い〜千の呪い、千の祈り〜発売記念朗読劇イベント』来場特典録り下ろしドラマCD『Happy Marriage〜朝の物語〜』 - 陸カゲロウ 役[10]
- 『罪喰い〜千の呪い、千の祈り〜発売記念朗読劇イベント』来場特典録り下ろしドラマCD『Happy Marriage〜昼の物語〜』 - 陸カゲロウ 役[10]
- 『罪喰い〜千の呪い、千の祈り〜発売記念朗読劇イベント』来場特典録り下ろしドラマCD『Happy Marriage〜夜の物語〜』 - 陸カゲロウ 役[10]
- 罪喰い〜花は謳う〜（陸カゲロウ）

### ラジオ
- 『キミの王道』Webラジオ[11]

### WEB配信
- 『キミの王道』Girls-Style独占ネット配信ドラマ『始まりの出逢い』（ザフィーア[12]）
- 『罪喰い〜千の呪い、千の祈り〜』キャラクター紹介ドラマ『陸任史、陸カゲロウの場合』2016年7月1日〜2016年8月1日17時まで期間限定配信（陸カゲロウ[13]）

### 朗読・イベント
- PSP用ソフト発売記念朗読イベント『越えざるは紅い花〜恋連なる〜』(2014年3月) - ウル 役
- 朗読イベント『Jouer du cygne PART1〜インサイド・メモリー〜』（2015年2月） - 那由多 役
- 朗読イベント『Jouer du cygne noir 〜約束の音色〜』（2015年5月） - 月彦役
- 朗読イベント『Jouer du cygne PART2 〜妖綺譚〜』（2015年8月） - 久遠 役
- 朗読イベント『Jouer du cygne noirPART2  〜キミの王道〜』（2016年2月） - ザフィーア役
- PS Vita用ソフト発売記念朗読イベント『越えざるは紅い花〜恋連なる〜』再演（2016年5月） - ウル 役[14]
- PS Vita用ソフト発売記念朗読イベント『越えざるは紅い花〜恋連なる〜』再演イベント内ドラマCDお渡し会（2016年5月） - ウル 役[15]
- 発売記念お渡し会イベント『罪喰い〜千の呪い、千の祈り〜』ステラワースにて実施（2016年9月11日） - 陸カゲロウ 役[16]
- 『罪喰い〜千の呪い、千の祈り〜発売記念朗読劇イベント』シアター1010にて開催（2016年11月26日〜27日） - 陸カゲロウ 役[17]
- Joyeuse企画『泪〜-舞い散る櫻の側-〜』 - 宝仙千聖役（2019年1月16日〜19日）